# Coppa del Re 1907
La Copa del Rey 1907 fu la quinta edizione della Coppa del Re. La competizione si tenne dal 24 al 30 marzo del 1907, e mise in palio un arcaico titolo di campione di Spagna. La coppa fu vinta definitivamente dal Madrid CF dopo tre successi consecutivi.

## Partecipanti
Inizialmente le partecipanti al torneo avrebbero dovuto essere undici: Barcellona, Moderno di Guadalajara, Recreativo Huelva, San Sebastián Recreation Club, Atlético Madrid, Excelsior di Madrid, Hispania di Madrid, Madrid CF, Club Vizcaya, Hamilton FC di Salamanca, Vigo FC. Inoltre, furono invitati anche i campioni catalani dell'X Sporting Club, ma declinarono l'invito. All'ultimo minuto, però, il Barcellona e il San Sebastián non presero parte all'evento e il Moderno di Guadalajara non fu ammesso dalla federazione. Non potendosi avere più di una squadra per città, i quattro club di Madrid disputarono una fase preliminare tra loro che fu vinta dal Madrid CF. Così, alla manifestazione presero parte solo cinque squadre, tra cui debuttava una rappresentanza della Galizia.

## Qualifiche
Nel quadrangolare madrilegno preliminare giocato a metà marzo, il Madrid superò l'Atlético Madrid, l'Excelsior e l'Hispania.

## Girone
| Squadra           | P.ti | G | V | N | P | GF | GS | DR |
| ----------------- | ---- | - | - | - | - | -- | -- | -- |
| Club Vizcaya      | 6    | 4 | 3 | 0 | 1 | 13 | 4  | +9 |
| Madrid CF         | 6    | 4 | 3 | 0 | 1 | 14 | 6  | +8 |
| Vigo Sporting     | 5    | 4 | 2 | 1 | 1 | 8  | 8  | 0  |
| Hamilton FC       | 2    | 4 | 1 | 0 | 3 | 3  | 12 | -9 |
| Recreativo Huelva | 1    | 4 | 0 | 1 | 3 | 5  | 13 | -8 |

| I giornata (24 marzo 1907)   |     |                   |
| Vigo FC                      | 3-3 | Recreativo Huelva |
| Madrid CF                    | 2-3 | Club Vizcaya      |
| II giornata (25 marzo 1907)  |     |                   |
| Vigo FC                      | 1-3 | Madrid CF         |
| Club Vizcaya                 | 5-0 | Hamilton FC       |
| III giornata (27 marzo 1907) |     |                   |
| Hamilton FC                  | 2-0 | Recreativo Huelva |
| Vigo FC                      | 2-1 | Club Vizcaya      |
| IV giornata (28 marzo 1907)  |     |                   |
| Madrid CF                    | 5-0 | Hamilton FC       |
| Club Vizcaya                 | 4-0 | Recreativo Huelva |
| V giornata (29 marzo 1907)   |     |                   |
| Hamilton FC                  | 1-2 | Vigo FC           |
| Madrid CF                    | n/a | Recreativo Huelva |

### Spareggio
| Madrid 30 marzo 1907 | Madrid CF | 1 – 0 | Club Vizcaya |  |